# یکی من و یکی تو
یکی من و یکی تو (به هندی: Ek Main Aur Ekk Tu) فیلمی محصول سال ۲۰۱۲ و به کارگردانی شاکون باترا است. در این فیلم بازیگرانی همچون عمران خان، کارینا کاپور، بومان ایرانی، رام کاپور ایفای نقش کرده‌اند.